# Citadela v Kirkúku
Citadela v Kirkúku (arabsky قلعة كركوك‎), kurdsky قەڵای کەرکووک, turecky Kerkük Kalesi) se nachází v centru iráckého města Kirkúku a je považována za jeho nejstarší část. Místní turkmenská komunita ji považuje za významné místo. Je jedním ze symbolů města.
Nachází se na pahorku, který leží 40 metrů nad okolním terénem a řekou Chasá. Vznikla na půdorysu zaobleného obdélníku, který má v nejširším severo-jižním směru délku 500 m a v nejširším západo-východním potom 400 m.

## Historie

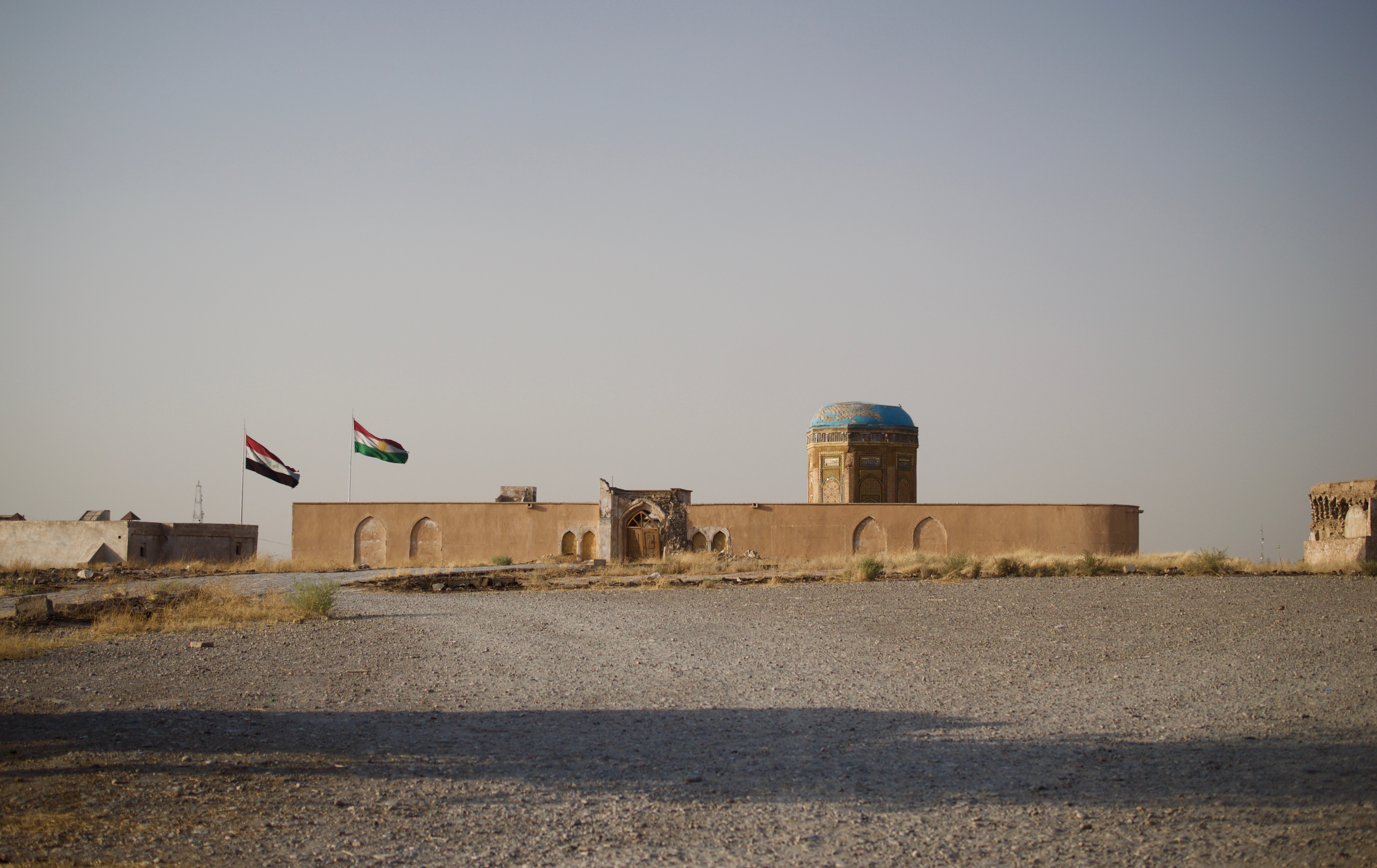
Modrý dům s vlajkami iráku a iráckého Kurdistánu.

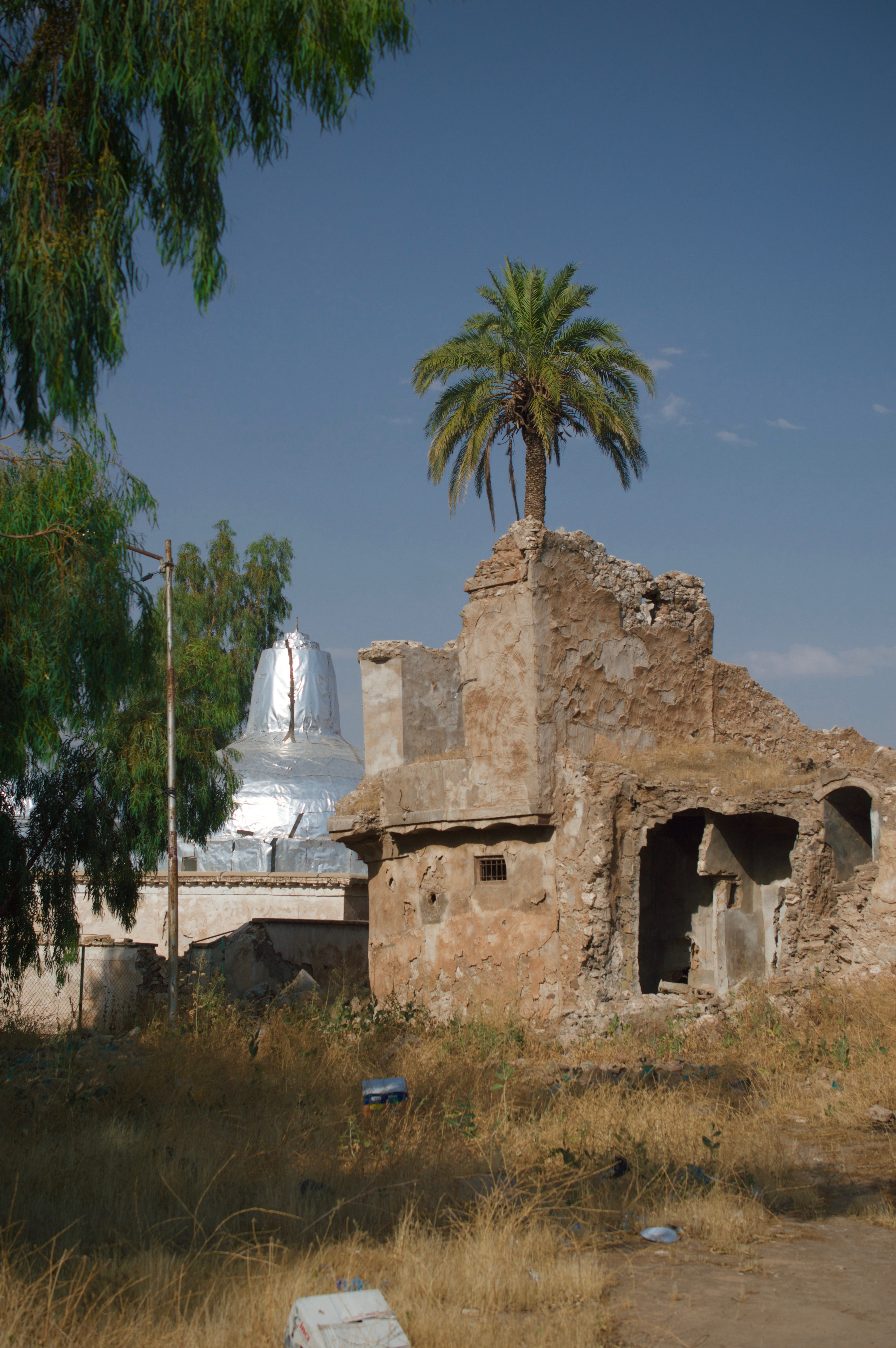
Údajný Danielův hrob.

Není známo, kdy citadela vznikla nebo byla postavena. Někteří historikové se přiklánějí k názoru, že nejstarší části byly zbudovány někdy v době před 3,5 tisíci lety nomádskými Gutejci. Podle jiných byla citadela vybudována asyrským králem Aššurnasirpalem II., který vládl v 9. století př. n. l. Předpokládá se, že zde bylo první pohřebiště v Kirkúku.
Diadoch Seleukos I. Níkátór zde vybudoval opevnění se 72 věžemi 72 ulicemi. Do pevnosti směřovaly dva vstupy s branami. Dnes je nejvýznamnějším prvkem areálu tzv. Červený kostel, který má mozaiky z období před islámskou expanzí, která v Iráku nastala v 7. století. Předpokládá se, že pevnost v roce 1393 navštívil Tamerlán během jedné ze svých vojenských výprav. Současné opevnění citadely pochází z doby, kdy nadvládu nad dnešním Irákem měla Osmanská říše. V této době zde také vznikaly při několika mešitách i různé školy. Ty zakládali většinou různí zámožní občané Kirkúku. První vznikaly v 17. století, byly to školy náboženské (medresy), vyučovaly se zde základní i pokročilejší dovednosti. Osmanské vojsko zde také vybudovalo vlastní kasárny. Nacházel se zde také turecký hřbitov.
V 90. letech 20. století nařídil tehdejší irácký vůdce Saddám Husajn modernizaci a opravu citadely. V jejích hradbách nicméně zůstalo žit ještě několik stovek místních etnických Turkmenů, kteří vnímali uvedený projekt jako snahu tehdejší vlády, jak je odtamtud vystěhovat.
Od roku 2010 se UNESCO zabývá koordinací a pomocí v obnově stavby.
Po válce v Iráku a bojích s organizací ISIS je citadela v zanedbaném stavu. Turecký prdezident Recep Tayyip Erdoğan vyslovil pro obnovu pevnosti. V roce 2018 bylo rozhodnuto o obnově tureckých kasáren.

## Objekty citadely
Dodnes se zde nachází velké množství archeologicky význmaných míst. Řadí se do top 12 archeologických nalezišť v Iráku. Stojí zde také památník, který je považován za Danielův hrob. Na jeho místě dnes stojí mešita proroka Daniela. Stála zde rovněž i velká mešita (turecky Ulu Camii), kterou zbudovala Osmanská říše, ta ale zanikla.
Řada budov, které se v citadele dodnes dochovaly má unikátní architektonické prvky, které nejsou typické pro jinou část zástavby v okolí.
Další nápadnou stavbou v citadele je tzv. Modrý dům, který byl postaven roku 1361 a je náhrobkem Bogdaj Chatún.